# Cikowice

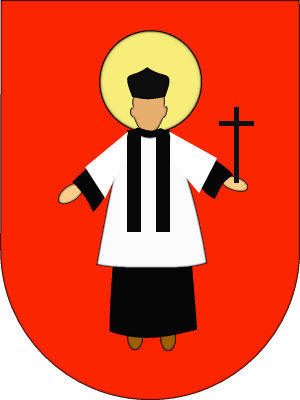
Nieoficjalny herb wsi Cikowice

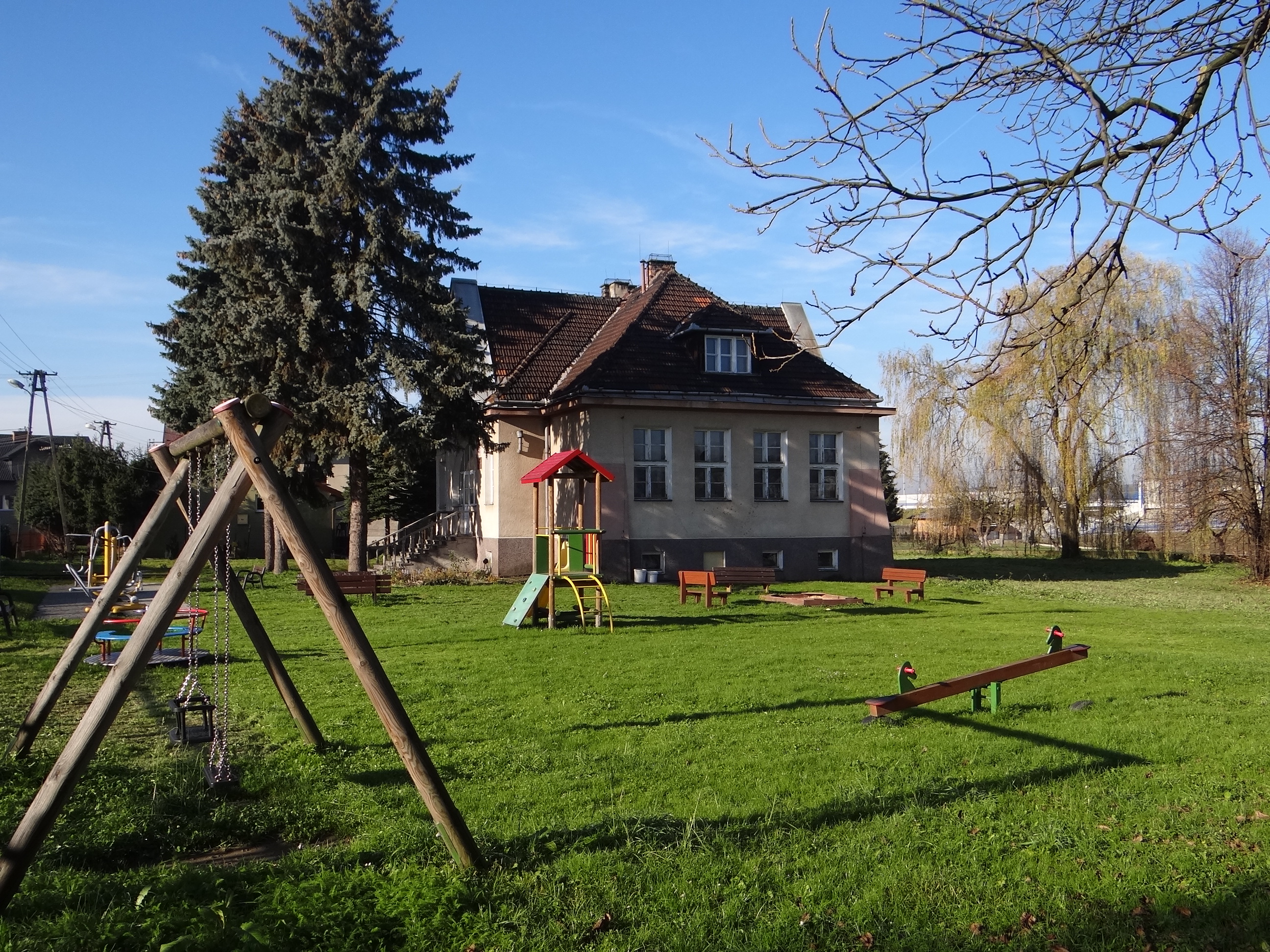
Szkoła

Cikowice – wieś w Polsce położona w województwie małopolskim, w powiecie bocheńskim, w gminie Bochnia.
Wieś królewska w tenucie niepołomickiej w powiecie szczyrzyckim województwa krakowskiego w końcu XVI wieku.
W latach 1954–1968 wieś należała i była siedzibą władz gromady Cikowice, po jej zniesieniu w gromadzie Bochnia-Zachód. W latach 1975–1998 miejscowość administracyjnie należała do województwa tarnowskiego.
Od 1919 roku w miejscowości ma swoją siedzibę parafia. W Cikowicach znajduje się przystanek kolejowy, przez który przebiega linia kolejowa 91 Kraków Główny – Medyka. Występują tu duże pokłady wód geotermalnych.

## Części wsi
| SIMC    | Nazwa     | Rodzaj                          |
| ------- | --------- | ------------------------------- |
| 0812063 | Gawęda    | część wsi (zniesiona w 2023 r.) |
| 0812070 | Pastwisko | część wsi                       |
| 0812086 | Zastudnie | część wsi                       |

## Historia
Cikowice po raz pierwszy pojawiają się w zapiskach w roku 1356, ale wioska z pewnością została założona znacznie wcześniej. Nazwa wsi jest patronimiczna, a jak twierdzi prof. Stanisław Arnold, wsie o takich nazwach nie powstały później niż około połowy XIII wieku. 
Pierwszymi znanymi właścicielami Cikowic byli: Wojciech z Bęszyna, Michał i Czcik z Paszkowic oraz Jarosław. Od początku swego istnienia była w rękach szlacheckich i dość często zmieniała właścicieli. Na początku XV wieku właścicielem części Cikowic był podsędek ziemi krakowskiej Piotr Cikowski herbu Radwan, posługujący się najstarszą znaną pieczęcią z wizerunkiem tego herbu pochodzącą z 1443 i 1446 roku. Był bardzo lubiany przez okoliczną szlachtę. Piotr sprzedał swoją część Cikowic w 1418 roku Janowi z Tarnowa. 
W rękach królewskich wioska znalazła się w 1489 roku. Jan Amor Tarnowski sprzedał je królowi Kazimierzowi Jagiellończykowi wraz ze Stanisławicami, o czym poświadcza kopia dokumentu z 8 stycznia 1489 znajdująca się w Tekach Naruszewicza Biblioteki Czartoryskich. Włączono je do dóbr niepołomickich. W czasie lustracji dóbr królewskich w roku 1564 Cikowice należały do folwarku w Stanisławicach. Zamieszkiwało je 4 kmieci na półłankach, którzy oprócz czynszu oddawali do folwarku m.in. po 2 sery, 30 jajek i 2 koguty. Po 2 kapłony i 24 grosze czynszu musiało płacić 6 cikowskich zagrodników. Mieszkało w wiosce też dwóch sołtysów osadzonych na niewielkich rolach. W osadzie była też karczma. 
Po rozbiorach Cikowice znalazły się w dominium niepołomickim, pozostając pod bezpośrednim zarządem władz kameralnych. Władze austriackie założyły w wiosce 1-klasową szkołę trywialną, w której później umieszczono również wypożyczalnię.
Urodził się tu Józef Rybka – porucznik Legionów Polskich, kawaler Orderu Virtuti Militari.

## Zabytki
Obiekt wpisany do rejestru zabytków nieruchomych województwa małopolskiego
- Kościół parafialny pw. św. Antoniego Padewskiego z lat 1913–1918.